# Герберт, Генри, 17-й граф Пембрук
 Генри Джордж Чарльз Александр Герберт, 17-й граф Пембрук, 14-й граф Монтгомери (англ. Henry George Charles Alexander Herbert, 17th Earl of Pembroke, 14th Earl of Montgomery; 19 мая 1939 — 7 октября 2003) — британский землевладелец, член Палаты лордов, кинорежиссер и продюсер. В 1960—1969 года он носил титул учтивости —  лорд Герберт , а также часто был известен как  Генри Герберт .

## Биография
Родился 19 мая 1939 года. Единственный сын Сидни Герберта, 16-го графа Пембрука и 13-го графа Монгомери (1906—1969), и его жены, леди Мэри Доротеи Хоуп (1903—1995), дочери Джона Хоупа, 1-го маркиза Линлитгоу. Крестник принца Джорджа, герцога Кентского. Через 11-го графа Пембрука он происходил от графини Екатерины Воронцовой .
Он получил образование в Итоне и Крайст-Черч в Оксфорде и некоторое время служил в Королевской конной гвардии с 1958 по 1960 год, прежде чем в 1969 году унаследовал титулы и поместье своего отца, сосредоточенное в Уилтон-хаусе в Уилтшире.

## Карьера в киноиндустрии
Генри Герберт начал интересоваться кинобизнесом в 1960-х годах и работал на съемках фильма «Герои Телемарка» (1965). После создания документальных фильмов о музыкантах, первым художественным фильмом, который он снял, стал «Бухта Малачи» (1974), также известный как «Дети из морских водорослей», с Дональдом Плезенсом и Артуром Инглишом в главных ролях, но больше всего его помнят по его второму фильму «Эмили». (1976), картина 1920-х годов с Ку Старком в главной роли. Он также работал над эпизодами сериалов « Шнурок» и «Бержерак», а также режиссировал фильм «Кроссмахерт» (1998). В 1997 году он стал сопродюсером фильма «Девушка с мозгами в ногах».
В своей книге «Великие дома Англии и Уэльса» (1994) Хью Массингберд и Кристофер Сайкс прокомментировали, что "нынешний лорд Пембрук (как Генри Герберт) — режиссёр кино и телевидения, наиболее известный по драматическому сериалу о Гражданской войне Разделенным мечом и по Эмили.

## Семья
20 января 1966 года он женился на Клэр Роуз Пелли (род. 18 ноября 1943), дочери Дугласа Герни Пелли, потомка баронетов Пелли. У них было четверо детей:
- Леди София Элизабет Герберт (род. 10 декабря 1966), в 2001 году вышла замуж за Александра Мюррей-Трейпланда (род. 1972). У них есть сын:
  - Финниан Виндхэм Мюррей-Трейпланд (род. 13 апреля 2004)
- Леди Эмма Луиза Герберт (род. 12 марта 1969), вышла замуж за Робина Викерса в 2005 году. У них двое детей:
  - Ванесса Эсведра Роуз Викерс (род. 2006)
  - Винсент Сидни Викерс (род. 2009)
- Леди Флора Катинка Герберт (род. 22 сентября 1970)
- Уильям Александр Сидни Герберт, 18-й граф Пембрук (род. 18 мая 1978); женился на Виктории Буллоу 29 мая 2010 года. У них четверо детей.

Пара развелась в 1981 году. Леди Пембрук вышла замуж за Стюарта Уиндэма Мюррея-Трейпланда (1947—2023), отца её зятя, в 1984 году.
16 апреля 1988 года граф Пембрук женился на Миранде Джульетте Орам (род. 1962), дочери лейтенанта Джона Сомервилля Кендалла Орама из поместья Уитвик, Ледбери, Херефордшир, и на своей первой жене, Джульетте Гермионы, дочери Джона Роланда Эбби из Редлинч-хауса, Солсбери, бывшей высшего шерифа Сассекса. У них было три дочери.
- Леди Джемайма Джульет Герберт (род. 4 октября 1989), вышла замуж (2021 г.) за Хьюго Дэвиса в Уилтон-хаусе.
- Леди Элис Мэри Герберт (род. 10 ноября 1991)
- Леди Кэти Элла Герберт (род. 26 августа 1997).

64-летний граф Пембрук умер в 2003 году, и его титулы и поместья перешли к его единственному сыну Уильяму Герберту.

## Титулы
- 17-й граф Пембрук (с 16 марта 1969 года)
- 14-й граф Монтгомери (с 16 марта 1969)
- 17-й барон Герберт из Кардиффа, Гламорган (с 16 марта 1969)
- 14-й барон Герберт из Шерланда, графство Кент (с 16 марта 1969)
- 6-й барон Герберт из Ли, Уилтшир (с 16 марта 1969 года).